# Cathédrale Notre-Dame de Coutances
Cette  cathédrale n’est pas la seule cathédrale Notre-Dame.
La cathédrale Notre-Dame de Coutances est un édifice catholique romain du XIIIe siècle de style gothique normand, siège du diocèse de Coutances et Avranches, qui se dresse sur le territoire de la commune française de Coutances, dans le département de la Manche, en région Normandie.
La cathédrale, classée au titre des monuments historiques, a pour spécificité le rhabillage de certaines parties de l'édifice roman qui l'a précédée par des éléments gothiques : sous le parement gothique de la nef et des tours de façade se dresse encore la structure romane de la cathédrale du XIe siècle, qui est visible lorsque l'on parcourt les parties hautes, par exemple lors des visites-conférences.
Elle possède deux flèches en façade, et une tour-lanterne. Exemple typique du gothique normand, elle se caractérise par des lignes très pures.
Elle est affectueusement surnommée par les Coutançais : « La cathédrale de fierté », comme le disait le poète local Louis Beuve dans Ma cathédrale de fierté ou La lettre à la morte.

## Localisation
La cathédrale Notre-Dame, construite à une altitude de 90 mètres, domine la ville de Coutances, dans le département français de la Manche. Elle est visible depuis la mer et même, selon la légende, de La Hougue Bie à Jersey, située pourtant à plus de 40 kilomètres[réf. nécessaire].

## Historique

### Une première cathédrale
Vers 430, saint Éreptiole aurait construit une église, de type basilical à l'emplacement d'un temple gallo-romain. Il a été le premier évêque de la ville de Coutances. Cette première basilique aurait été « détruite par les Normands infidèles » vers 866, selon Toustain de Billy. La fuite de l'évêque de Coutances, venu se réfugier à Rouen, laisse la ville sans cathédrale pendant une longue période. Il reste des vestiges de cette ancienne cathédrale.

### La cathédrale romane
L'évêque Robert (v. 1026-1048) choisit de reconstruire la cathédrale. Elle sera achevée par son successeur Geoffroy de Montbray (1049-1093),. La dédicace de l'édifice dédiée à Notre Dame a lieu en 1056, en présence du duc Guillaume. La cathédrale (1036-1056) reprend le plan bénédictin adopté à Bernay avec la nef à trois élévations : arcades, tribunes et fenêtres hautes. La nef était flanquée de deux tours octogonales, le carré de transept quant à lui était surmonté d'une tour-lanterne. Les croisillons donnaient naissance à des absidioles, tandis que le chœur ne possédait pas de déambulatoire, mais il était bordé de deux collatéraux,.

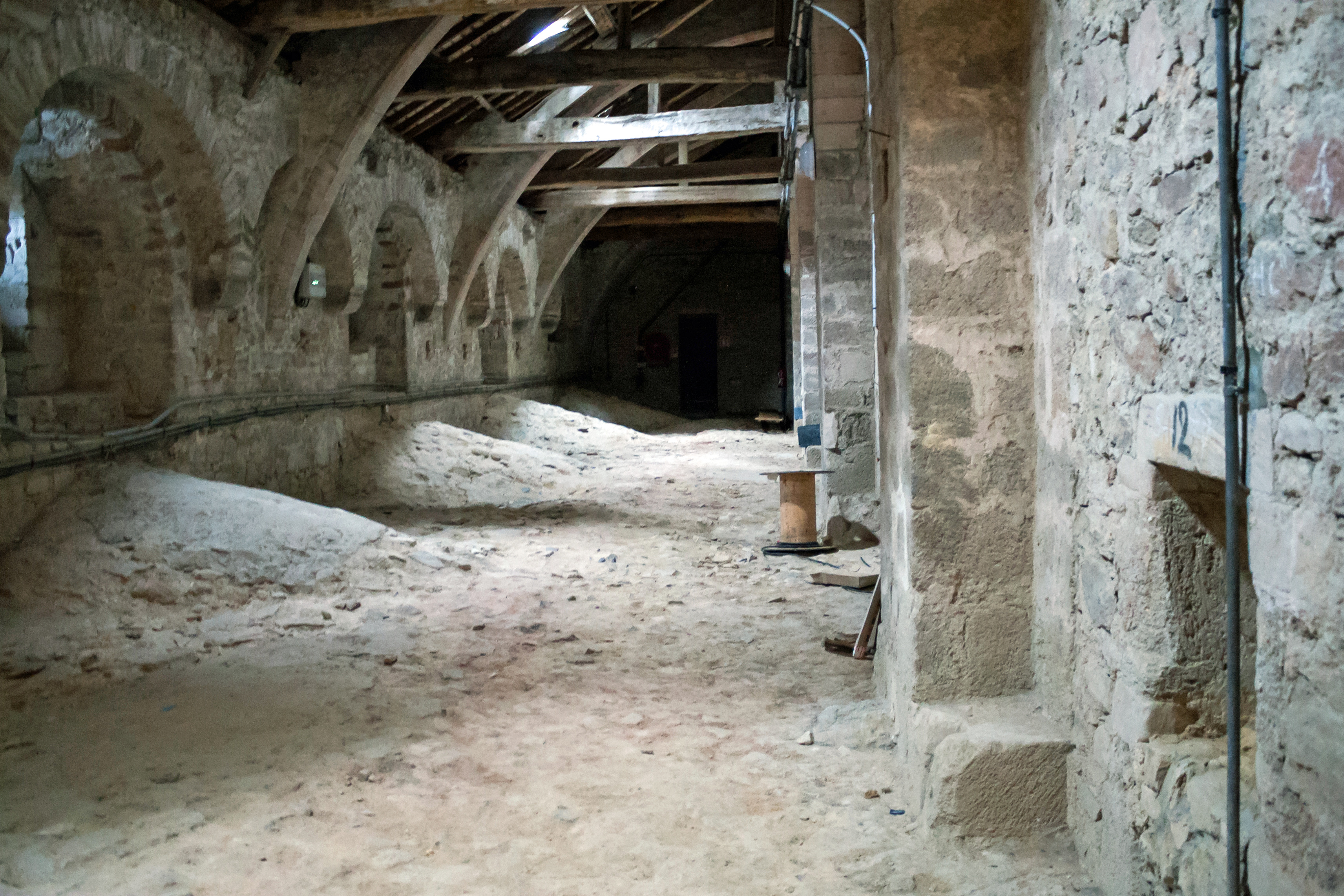
Tribunes romanes de la nef conservées.

Au XIIIe siècle le chœur, le transept et l'ancienne tour lanterne de style roman ont été détruits, afin de laisser place à des éléments gothiques entièrement nouveaux. Cependant, des parties importantes de l'édifice roman ont été conservées, seulement dissimulées sous un parement gothique de calcaire fin : les murs de la nef et des bas-côtés, ainsi que la façade ouest et ses deux tours octogonales,.
Au XIIe siècle, un chanoine du chapitre rédigea le Livre noir de la cathédrale de Coutances.

### La cathédrale gothique

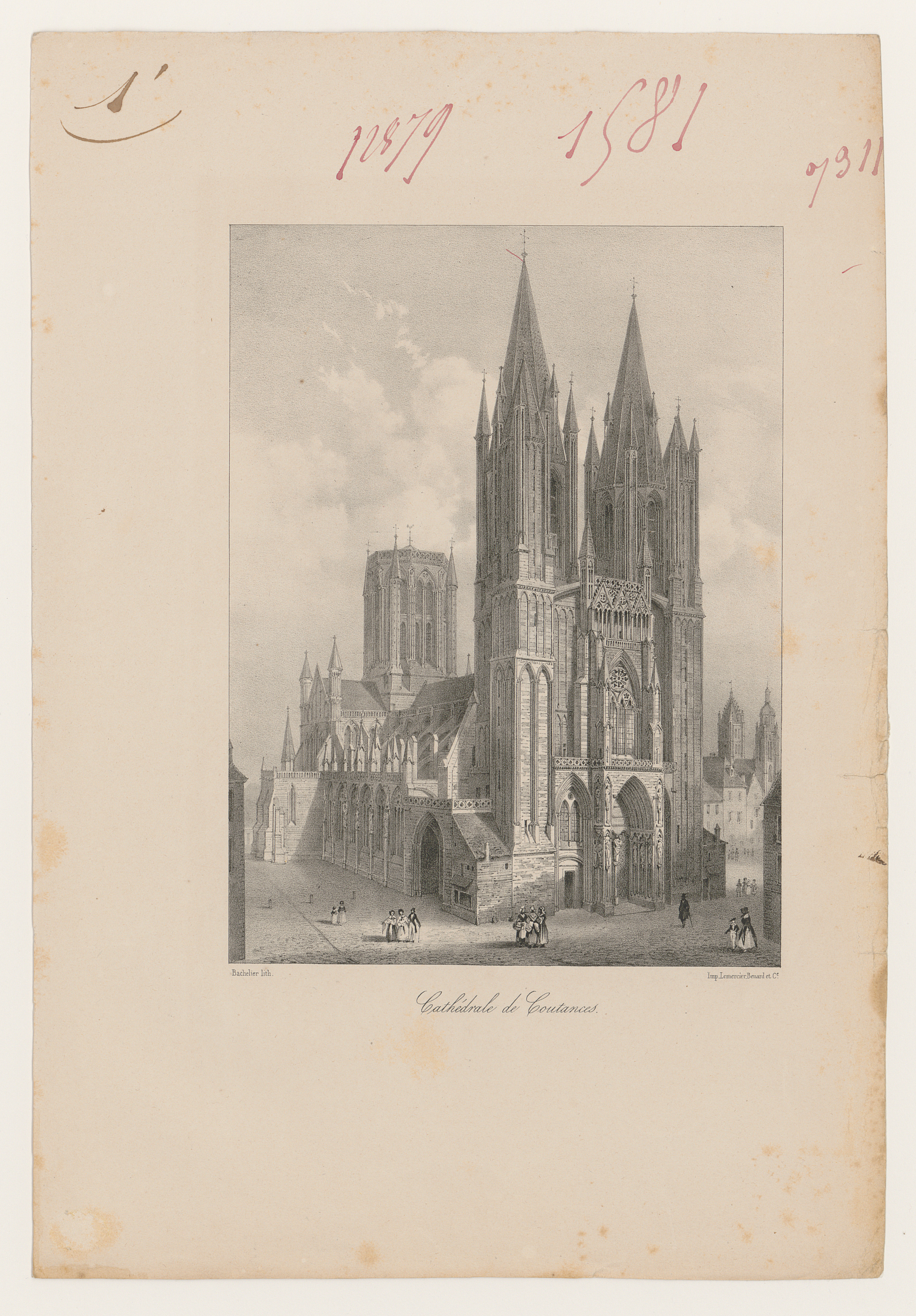
Lithographie, par Bachelier, début XIXe siècle.

Vers 1180, des remaniements ont lieu au-dessous des tours avec la réalisation d'un grand orgue pour les piliers des tours.
Selon Viollet-le-Duc, « soit qu'elle menaçât ruine, soit qu'elle parût insuffisante, soit enfin que le diocèse de Coutances, nouvellement réuni à la couronne de France, voulût entrer dans le grand mouvement qui faisait reconstruire toutes les cathédrales au nord de la Loire, la cathédrale de Coutances fut entièrement reconstruite ».
La reconstruction de la cathédrale s'est opérée d'ouest en est, à la suite de la nomination, en 1208, d'Hugues de Morville comme évêque de la ville. La nef est construite dans la première décennie du XIIIe siècle et reprend la structure romane qui est rhabillée. La construction du transept est supposée commencer vers 1208 et non pas après l'incendie de 1218. Vers 1225, le transept semble être en cours d'achèvement comme le pense A. Mussat. Philippe Auguste donne à la cathédrale quatre prébendes pour la construction de six chapelles, vraisemblablement en 1209.

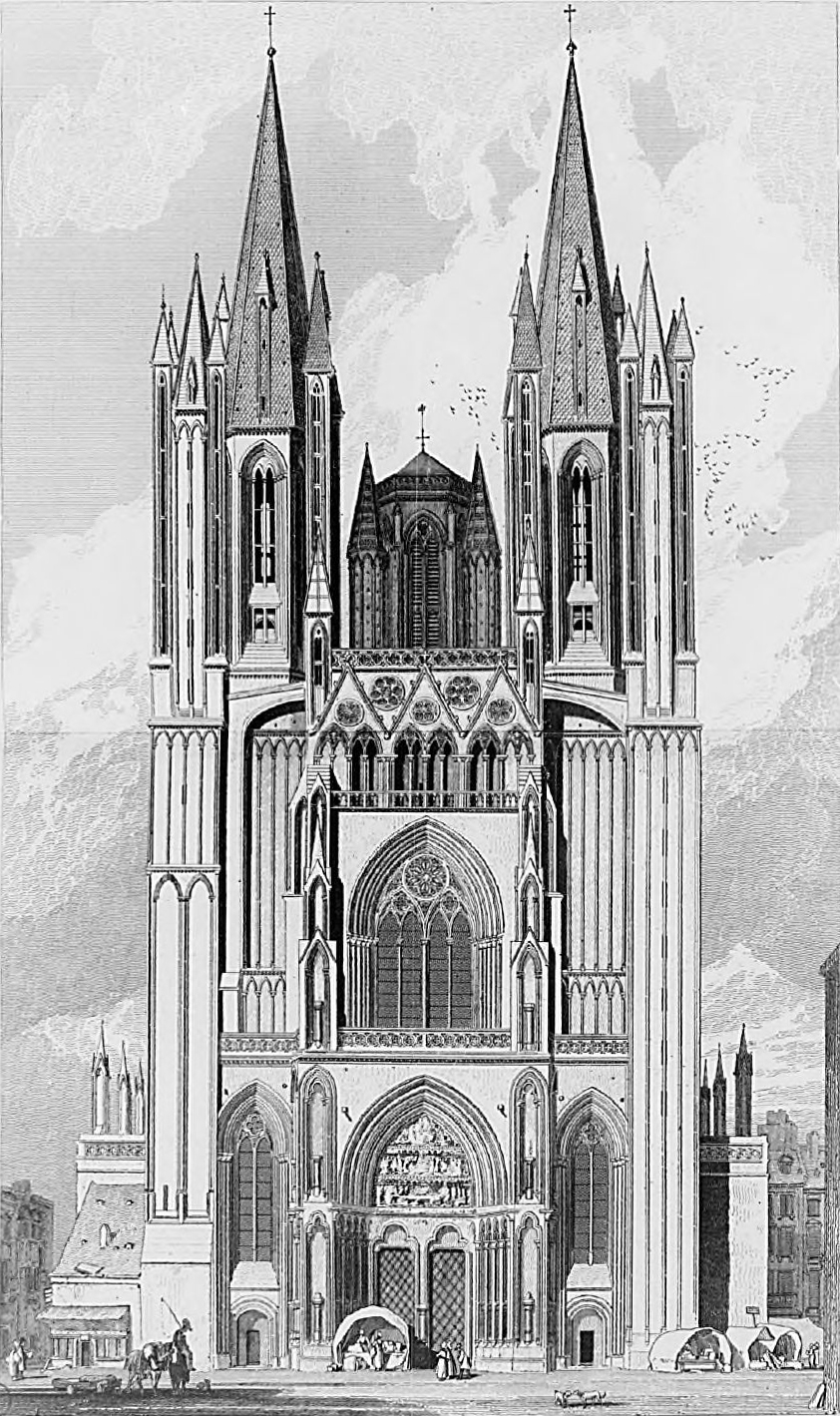
Gravure publiée en 1822.

La construction du chœur est sujette à controverse. A. Mussat et Élie Lambert estiment sa construction vers 1220. Élie Lambert considère qu'elle a servi de modèle à la construction de la cathédrale de Burgos, commencée en 1221. Branner suppose sa construction entre 1230 et 1240, tandis que Bony et Lefèvre-Pontalis la situent entre 1220 et 1255. J. Herschman établit pour sa part un compromis avec la construction du déambulatoire extérieur et le mur du déambulatoire intérieur entre 1220 et 1235, puis vers 1240, l'élévation principale et les voûtes du déambulatoire intérieur.
En 1223, Hugues de Morville qui sera évêque de Coutances de 1208 à 1238, fonde dans la cathédrale deux chapelles : saint Georges et saint Thomas Becket. Le chœur semble être terminé en 1238 quand est enterré Hugues de Morville. Les porches sud et nord-ouest de la cathédrale semblent être construits après 1228. Car il est relevé que des maçons du cloître du Mont-Saint-Michel, achevé en 1228, y ont participé.
La nef, comme le chœur (vers 1220-1235) sont de style normand : les chapiteaux à tailloir circulaire évidé, les arcs élancés et leur modénature accentuée sont des signes évidents de la résistance au style gothique français et a contrario de la fidélité aux traditions architecturales normandes. Le style régional apparaît aussi sur la façade de la cathédrale, qui offre des lignes verticales vertigineuses par l'absence d'embellissement intermédiaire des colonnes.
Vers 1270, des chapelles sont créées entre les contreforts de la nef. Celles du côté sud sont attribuées à l'évêque Robert d'Harcourt (1291-1315). Les travaux sont achevés par l'évêque Jean d'Essay (1251-1274).
Au XIVe siècle, la chapelle axiale est reconstruite,. Le siège de la ville en octobre 1356 par Geoffroy d'Harcourt entraîne des dégâts sur la cathédrale. Sylvestre de La Cervelle, évêque de Coutances de 1371 à 1386, et cousin de Du Guesclin, relève les murs et les colonnes détruites. Il réalise à cette occasion six des chapelles des bas-côtés de la nef, orne les galeries du triforium de quadrilobes, couronne la façade d'un diadème de roses et achève l'abside d'une grande chapelle. L'édifice est à nouveau endommagé après le débarquement d'Henri V en 1417, à Touques.
En mai 1562, lors des guerres de Religion, la cathédrale est pillée par les huguenots.
Pour faire face à l'afflux des pèlerins, la cathédrale fut agrandie à plusieurs reprises. L'une de ses particularités est son double déambulatoire obtenu par la suppression des cloisons de séparation des chapelles rayonnantes,. Son architecture est semblable à ce qui peut être trouvé à Hambye.
On fête la dédicace de la cathédrale le 12 juillet.
La présence en nombre de chapelles latérales montre qu'à l'époque, la cathédrale était un lieu où des messes se déroulaient à longueur de journée. Les Coutançais, qui avaient leurs propres églises dans la commune venaient souvent dans la cathédrale pour y faire des tractations commerciales avec les pèlerins, mais aussi pour y puiser l'eau du puits, dont le conduit subsiste encore dans le bras nord.
De même, les habitants traversaient le narthex de la cathédrale afin de passer d'un quartier à un autre, puisqu'à l'époque, le parvis n'existait pas encore en tant que place conséquente.
Plusieurs dégâts surviennent à l'édifice aux XVIe et XVIIe siècles :
- en 1647, un clocheton de la tour sud-ouest tombe et s'écrase sur le portail latéral sud ;
- le 31 décembre 1705, une des fillettes de la tour sud-ouest tombe sur la chapelle Sainte-Anne à la suite d'un ouragan ;
- un orage ébranle et fragilise la tour du chapitre le 18 juillet 1730.

En mars 1789, Thomas Louis Antoine Desmarestz (1748-1809), seigneur de Montchaton, présida l'Assemblée générale des trois ordres du bailliage de Cotentin, dans la nef de la cathédrale de Coutances, pour la nomination des députés aux États-Généraux.

## Dimensions

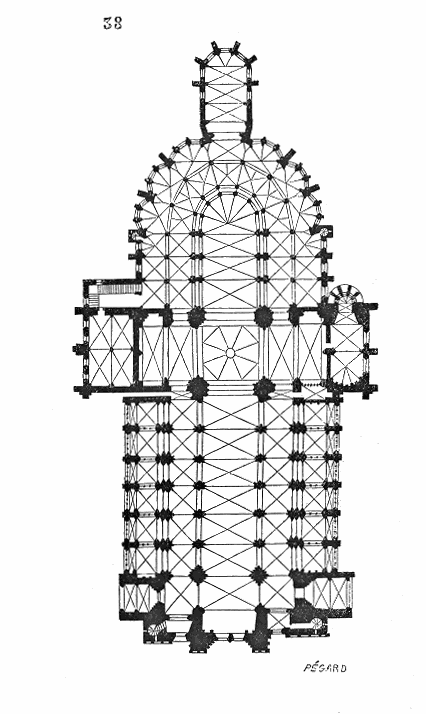
Plan de la cathédrale de Coutances.

| Longueur extérieure                          | 95,17 m |
| Longueur intérieure                          | 87 m    |
| Longueur de la nef                           | 38,70 m |
| Largeur de la nef, entre les piliers         | 8 m     |
| Largeur de la nef, d'axe en axe des piliers  | 15 m    |
| Largeur des bas-côtés, entre les piliers     | 4 m     |
| Largeur totale                               | 33,70 m |
| Longueur du transept, à l'extérieur          | 31 m    |
| Largeur du transept, sous la tour-lanterne   | 11 m    |
| Hauteur de la tour-lanterne, sous voûte      | 40,85 m |
| Hauteur de la nef, sous clef de voûte        | 21,90 m |
| Hauteur des flèches, dont 3 m pour les croix | 77 m    |
| Hauteur de la tour-lanterne à l'extérieur    | 57,45 m |
| Largeur du chœur                             | 9,30 m  |
| Largeur totale de l'abside                   | 31,15 m |
| Flèche sud-ouest                             | 75 m    |
| Flèche nord-ouest                            | 77 m    |

## Description

### Extérieur

#### Façade occidentale

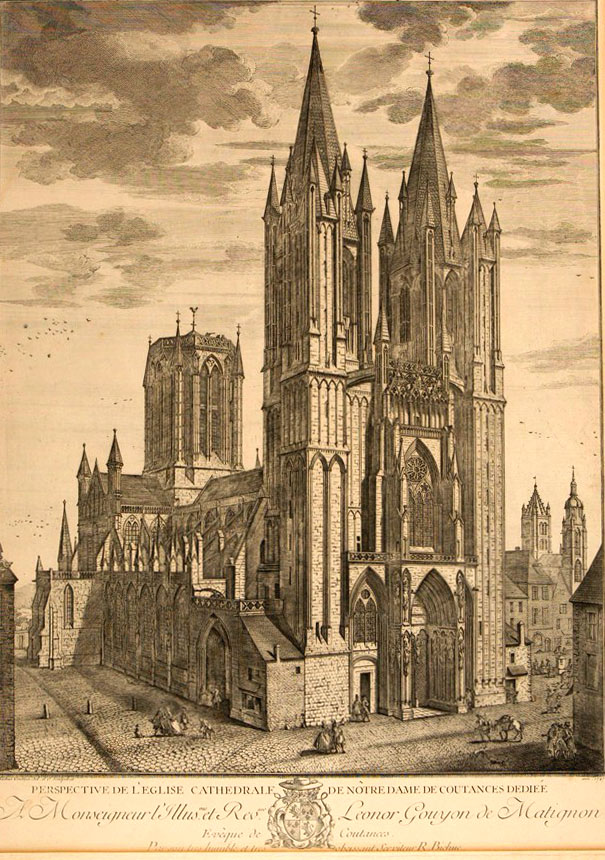
La cathédrale Notre-Dame de Coutances. Gravure de Robert Bichue, 1747.

La façade occidentale est encadrée par deux tours, surmontées de flèches. Les portails forment le premier niveau de la façade. La porte centrale à meneau s'enfonce dans l'épaisseur du mur sous une voussure de colonnettes. Les niches, vides des statues de la Vierge et autres sculptures, peuvent être reconstituées grâce à une gravure de Bichue en 1747. Il possédait un tympan dédié à la Vierge et détruit à la Révolution. Le dessus du portail central entre les deux tours accueille une terrasse sur laquelle s'appuie la grande fenêtre de la nef avec sa rosace à six branches, surmontée d'une galerie encadrée de deux clochetons. La galerie des roses, dentelle de pierre réalisée par l'évêque Sylvestre de La Cervelle au XIVe siècle, se compose de six arcades géminées supportant un diadème couronné d'une troisième galerie où butent les contreforts des tours.

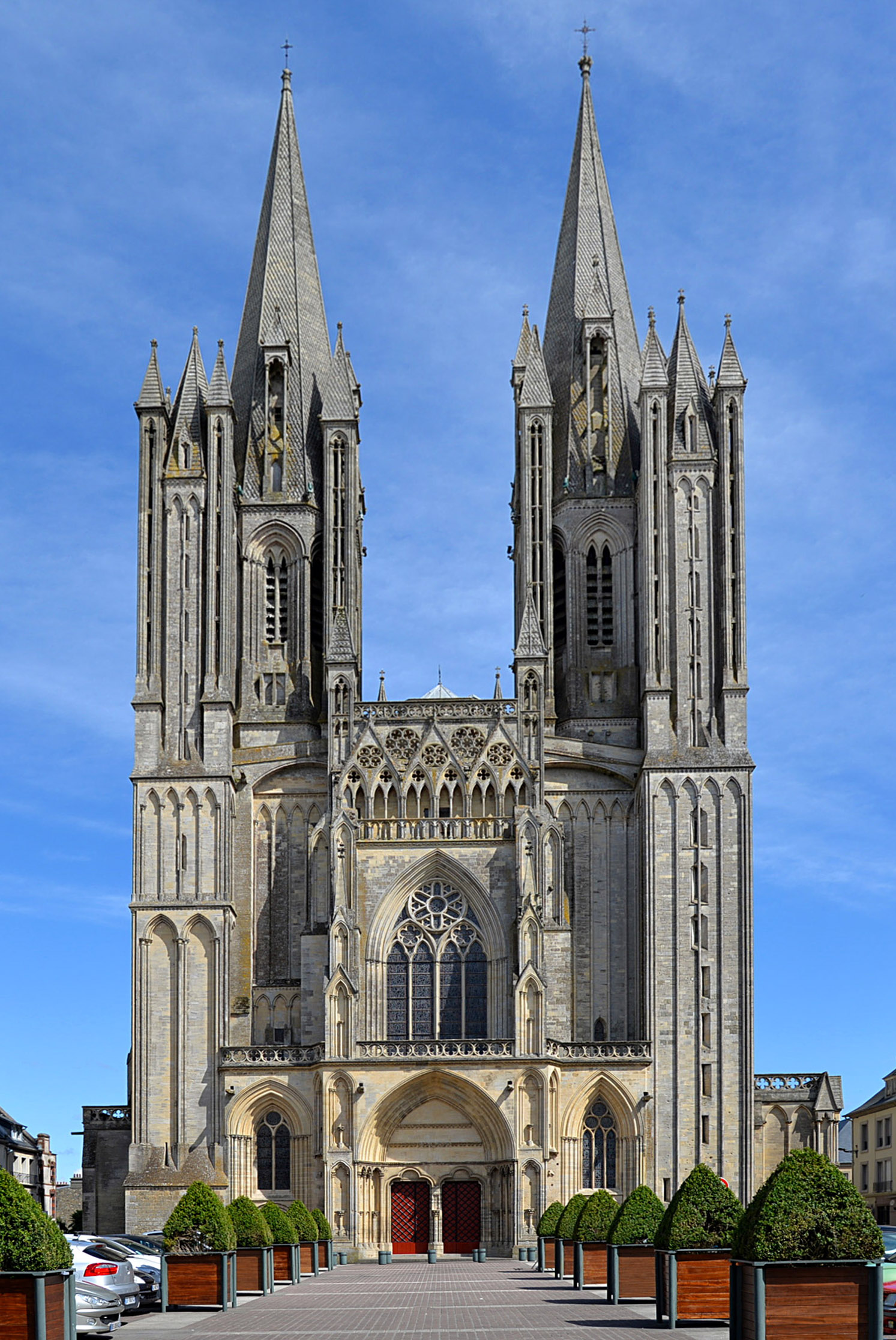
La façade ouest.

Les deux tours encadrent la façade. Elles terminent les bas-côtés de la nef. Le traitement du parement de la tour nord diffère de la tour sud. Les ogives qui partent du sol jusqu'à la troisième galerie pour la tour sud sont divisées en deux étages pour la tour nord et s'appuie sur un puissant soubassement. De forme carrée, elles deviennent octogonales, chaque face ajourée d'une baie géminée. Trois des angles accueillent des fillettes ou tourelles ajourées. Le quatrième angle tourné vers l'extérieur de l'édifice accueille pour chaque tour une tourelle d'escalier flanquée de trois fillettes plus petites. Les quatre ogives libres sont surmontées chacune d'une niche à clocheton qui ouvre au milieu des flèches. Ainsi les flèches des tours sont entourées de quinze pointes. La pyramide à huit pans est recouverte d'écailles en ogive et couronnée d'un bouquet de pierre surmonté d'une croix de fer.
Le portail central est encadré par deux portails dont celui de gauche dédié à saint Lô.

#### Façades latérales

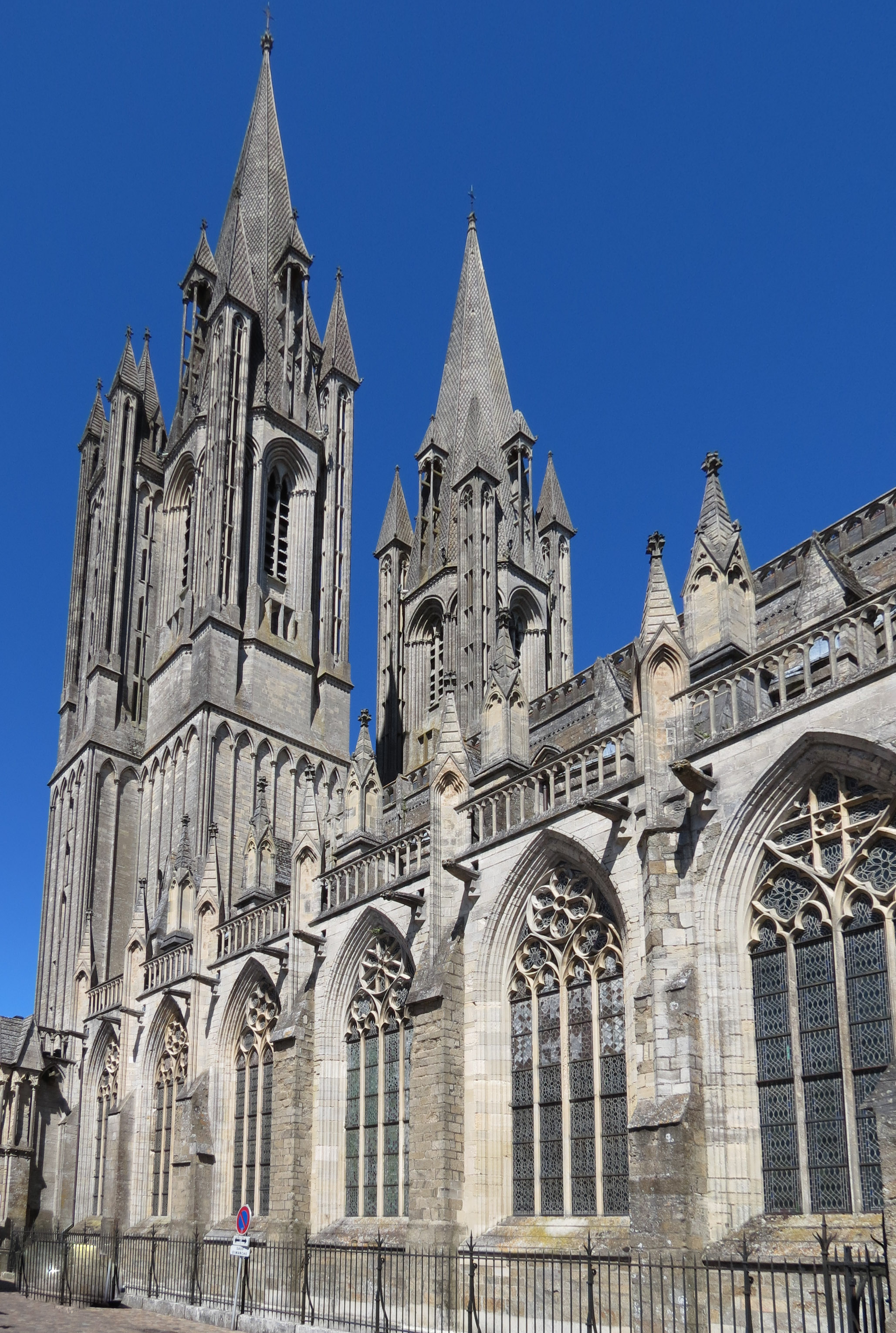
Extérieur, côté sud.

La cathédrale a la particularité de posséder des porches latéraux nord et sud, près du massif occidental. La tour sud abrite un porche large et profond de deux travées. La porte est couronnée d'une galerie et flanquée de deux niches vides. Le tympan montre un bas-relief mutilé représentant Notre-Dame entourée des attributs des quatre Évangélistes. Ce portail a été la partie de la cathédrale la plus endommagée en 1944. Le porche de la tour nord, plus petit que son jumeau, possède un tympan représentant assise Marie, dont la tête a disparu, entourée de deux anges également décapités.
Chaque contrefort soutenant la nef est composé de deux clochetons, l'un à l'extérieur au niveau des murs gouttereaux, le deuxième à mi-chemin avant de buter sous la galerie haute du triforium ouvert par six baies gothiques.
Les piles des chapelles nord sont ornées de statues des Tancrède de Hauteville, protégées d'un dais, qui participèrent au financement de la construction de la cathédrale.

#### Bras du transept
Les fenêtres latérales du transept, comme pour le chœur, sont géminées. L'extrémité des transepts est ouvert par trois immenses baies. Le pignon, décoré dans sa partie sommitale de sept lancettes gothiques, est encadré de deux tourelles revêtues de colonnes.
La base du transept sud possède un appendice en rez-de-chaussée qui abrite la chapelle Saint-Jean.
Le transept nord possède également un appendice mais à deux étages, qui accueille la sacristie en rez-de-chaussée et la salle capitulaire à l'étage.

#### Tour-lanterne

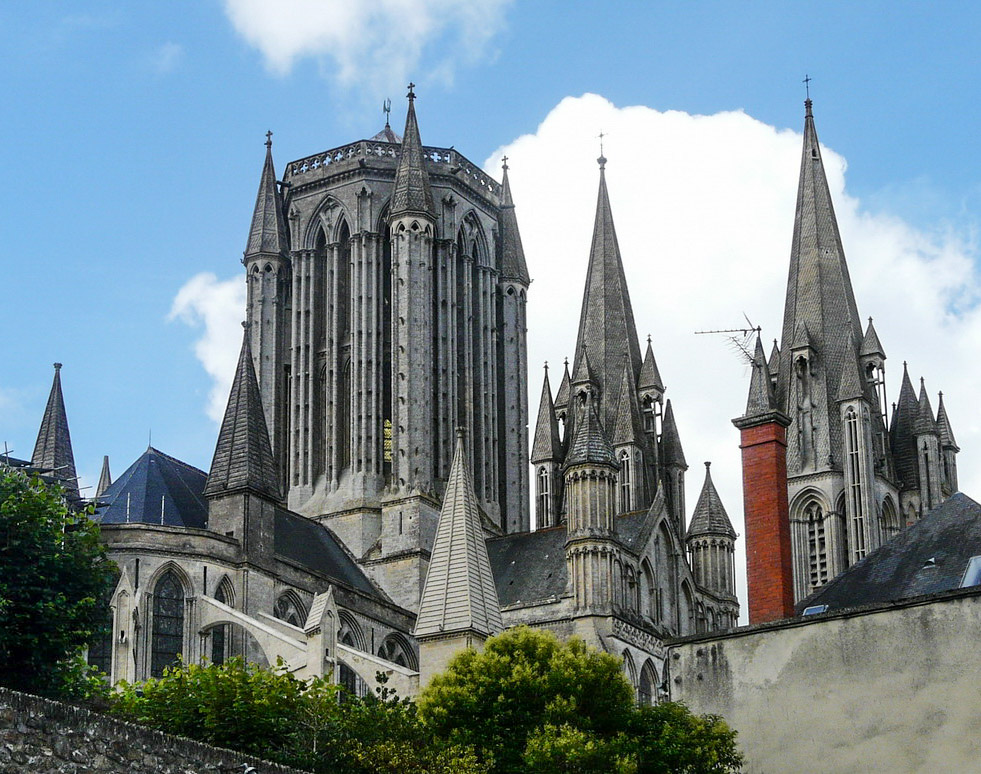
La tour-lanterne.

« Le Dôme » ou « le Plomb » est le nom donné à la tour-lanterne construite en partie en porte-à-faux sur quatre pendentifs. C'est une tour à huit faces ouvertes chacune d'une baie géminée, elle est flanquée de quatre tourelles d'escalier. La tour-lanterne a peut-être été couronnée, à l'origine, d'une flèche qui aurait été plus haute que celles de la façade. La toiture s'enflamma lors des bombardements de juin 1944 et l'incendie ne s'arrêta que dans la chambre des cloches.

#### Chevet

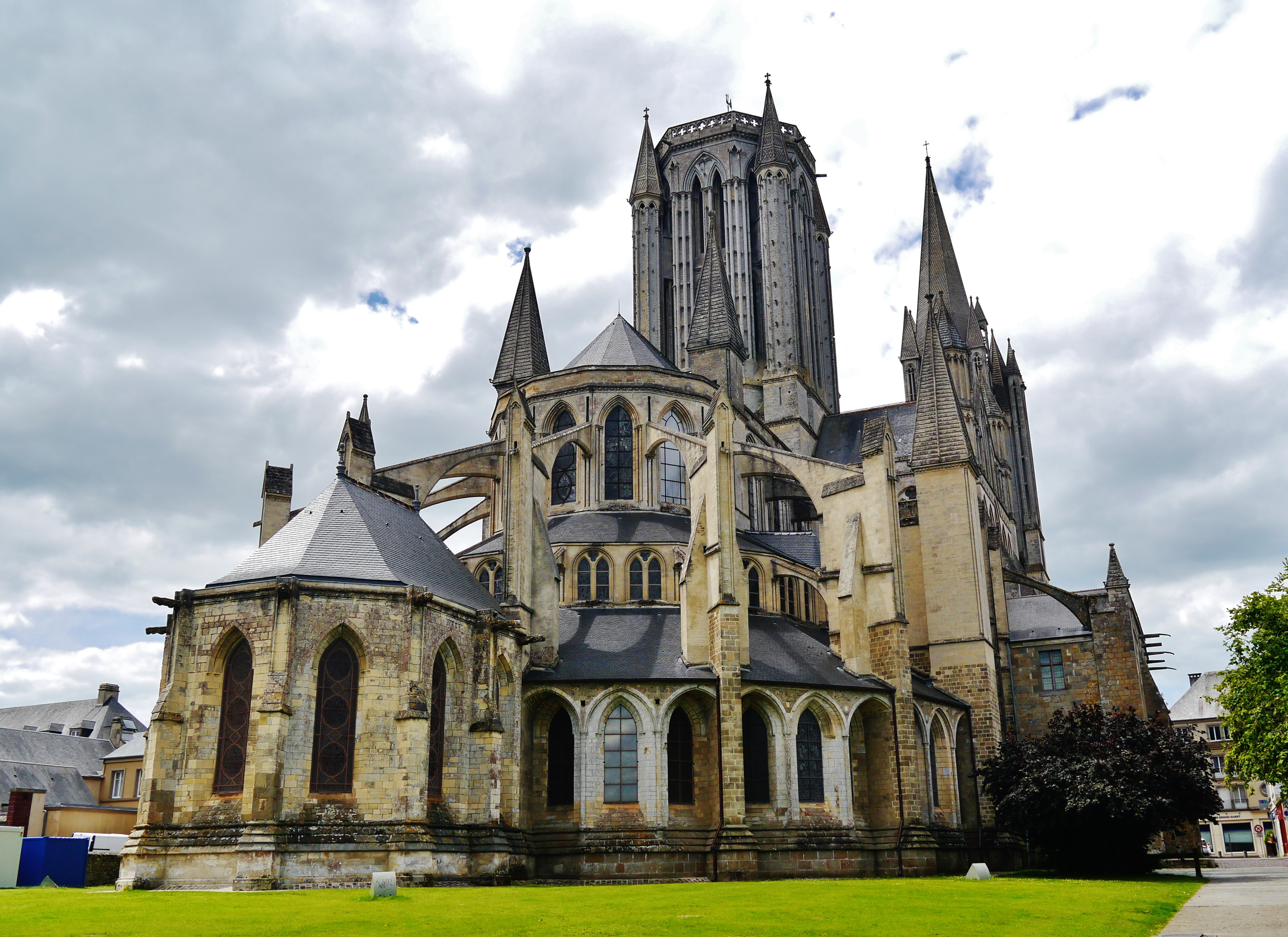
Le chevet.

Les arcs-boutants du chevet s'élancent d'un jet pour soutenir la poussée. La séparation entre le chœur et l'abside est marquée de quatre tourelles carrées de style normand.
Le chevet est marqué par la Circata, chapelle axiale de la cathédrale. Elle est ouverte de six baies gothiques, alors que les pinacles qui devaient couronner les contreforts sont absents.

### Intérieur

#### Tours
Les tours romanes renferment une salle à l'étage voûtée en berceau, éclairée par des baies en plein cintre. L'étage adopte une forme octogonale.

#### Nef

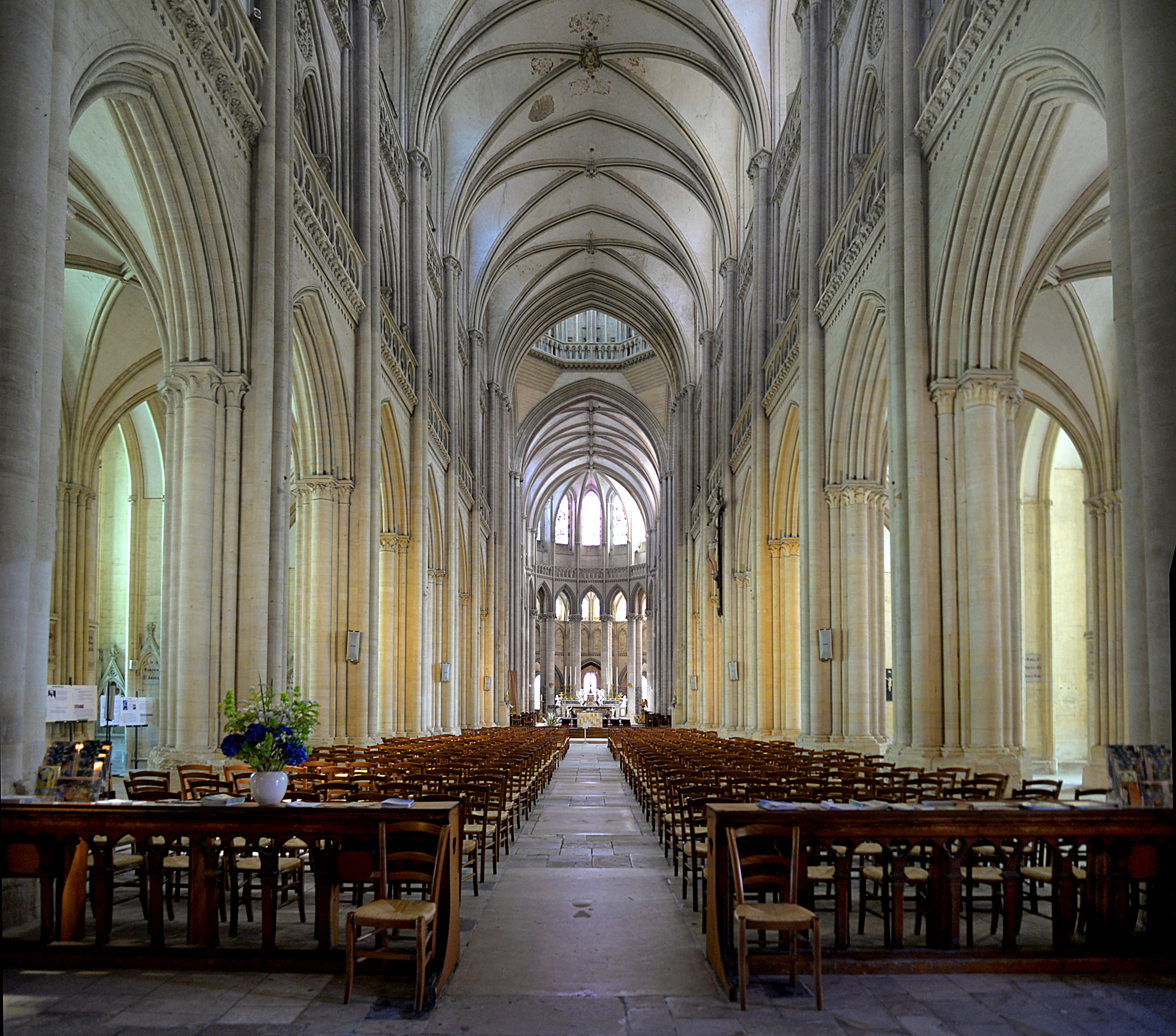
La nef de la cathédrale.

La nef est constituée de six travées identiques et une aveugle au niveau des tours. Elles sont constituées de grandes arcades, séparées par de lourdes piles recouvertes de fines colonnes. Ces arcades sont surmontées d'un triforium aveugle masqué d'un quatre-corps quadrilobé. Elles masquent les tribunes romanes du XIe siècle. Le troisième niveau est ouvert par douze lancettes possédant des vitraux en grisaille, avec à la base une balustrade en tiers-point.
Les voûtes en berceau sont séparées par un arc-doubleau et un arc formeret qui encadre chaque fenêtre. Les deux travées en bas de la nef, écroulées en 1800, ont été refaites par Doublet.
Seule la nef conserve les dimensions et fondations romanes.
Entre l'entrée du portail principal de la façade occidentale et du porche sud se trouve un vitrail des Fondateurs : saint Éreptiole, Geoffroy de Montbray et Hugues de Morville. Un des piliers sud sert de support au Christ en croix du XVIIIe siècle qui provient de la poutre de gloire qui surmontait l'entrée du chœur.

#### Bas-côtés, chapelles
Les chapelles, dont l'accès se fait par les bas-côtés nord et sud, sont créés entre les contreforts vers 1270 pour le côté nord et vers 1291-1315 pour le côté sud. Les murs de séparation des chapelles sont ajourées, apportant davantage de lumière.

##### Chapelles sud
La deuxième chapelle sud, la chapelle Sainte-Agathe, fondée en 1378 par Pierre Le Sage, conserve deux fresques au-dessus de l'autel représentant Sainte-Agathe et un évêque. Robert Le Sage, fils de Raoul y fut inhumé en 1438. Face à cette chapelle, un chapiteau du bas-côté figure une scène de chasse et un moine entre deux têtes couronnées. Il s'agirait de saint Jouvin entouré de Gunnor et du duc Richard.
La troisième chapelle cache derrière son confessionnal l'inscription tumulaire du chanoine Jacques Martin.
La sixième chapelle sud, dédiée à saint François, contient plusieurs bas-reliefs, mutilées par les protestants en 1562. Ils représentent l'arrestation de Jésus dans le jardin de Gethsémani, le massacre des Innocents et la Sainte Famille fuyant en Égypte le roi Hérode qui a ordonné la mort de Jésus et des scènes de la Nativité. À gauche se trouve la crucifixion avec au-dessous saint François et l'évêque Eustache, tandis qu'à droite est représentée l'Assomption et le Couronnement de la Vierge. La piscine est ornée d'un bas-relief en bois de la seconde moitié du XVIe siècle présentant la trahison de Judas.

##### Chapelles nord
Le bas-côté nord possède encore dans quelques chapelles des carreaux de faïence médiévaux avec les armoiries de Castille associées aux fleurs de lys Ils semblent provenir des poteries du Pré d'Auge, comme ceux du pavage de l'abbaye de Hambye.

#### Transept et tour-lanterne

##### Croisée de transept

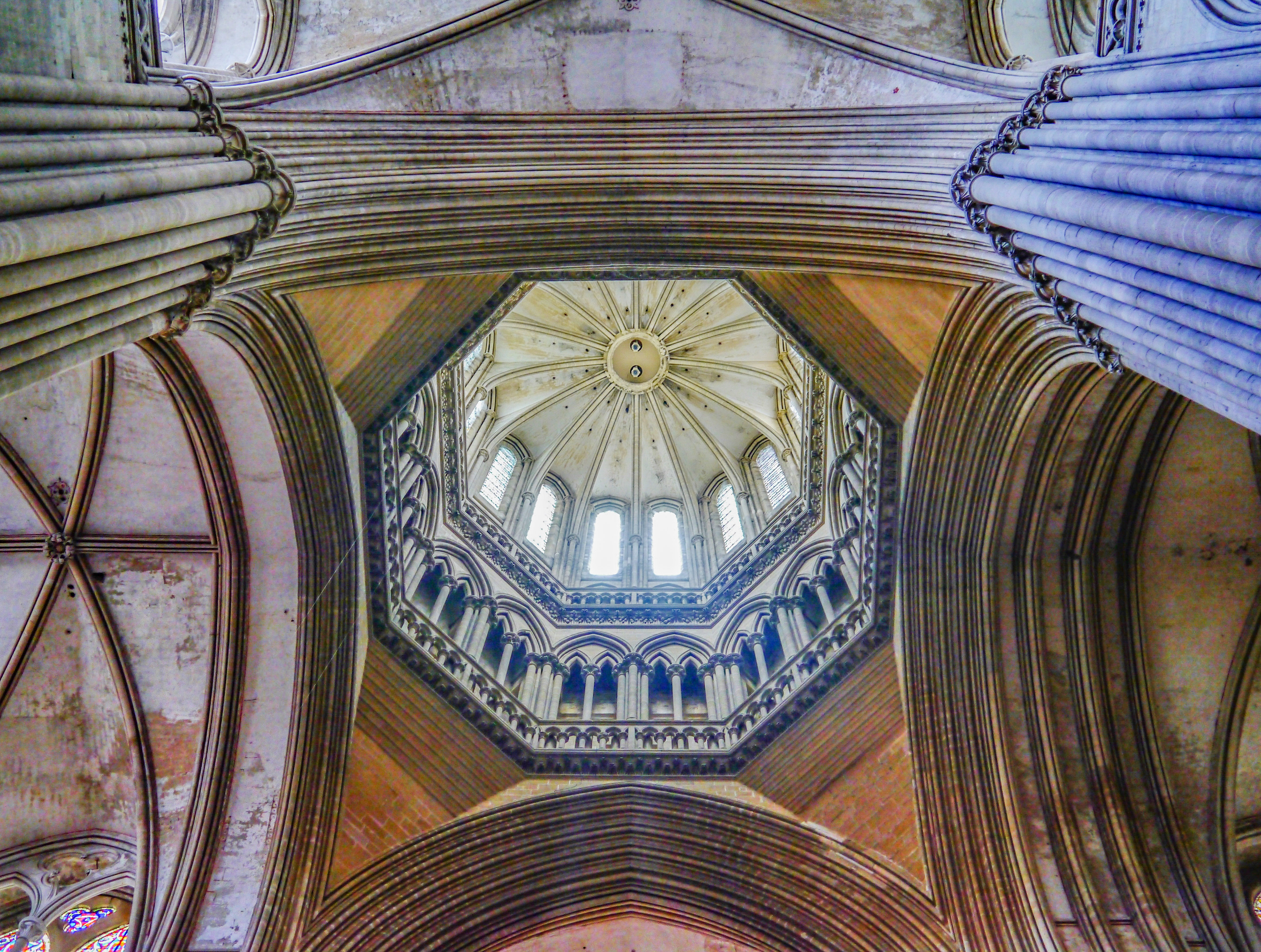
La tour-lanterne depuis la croisée.

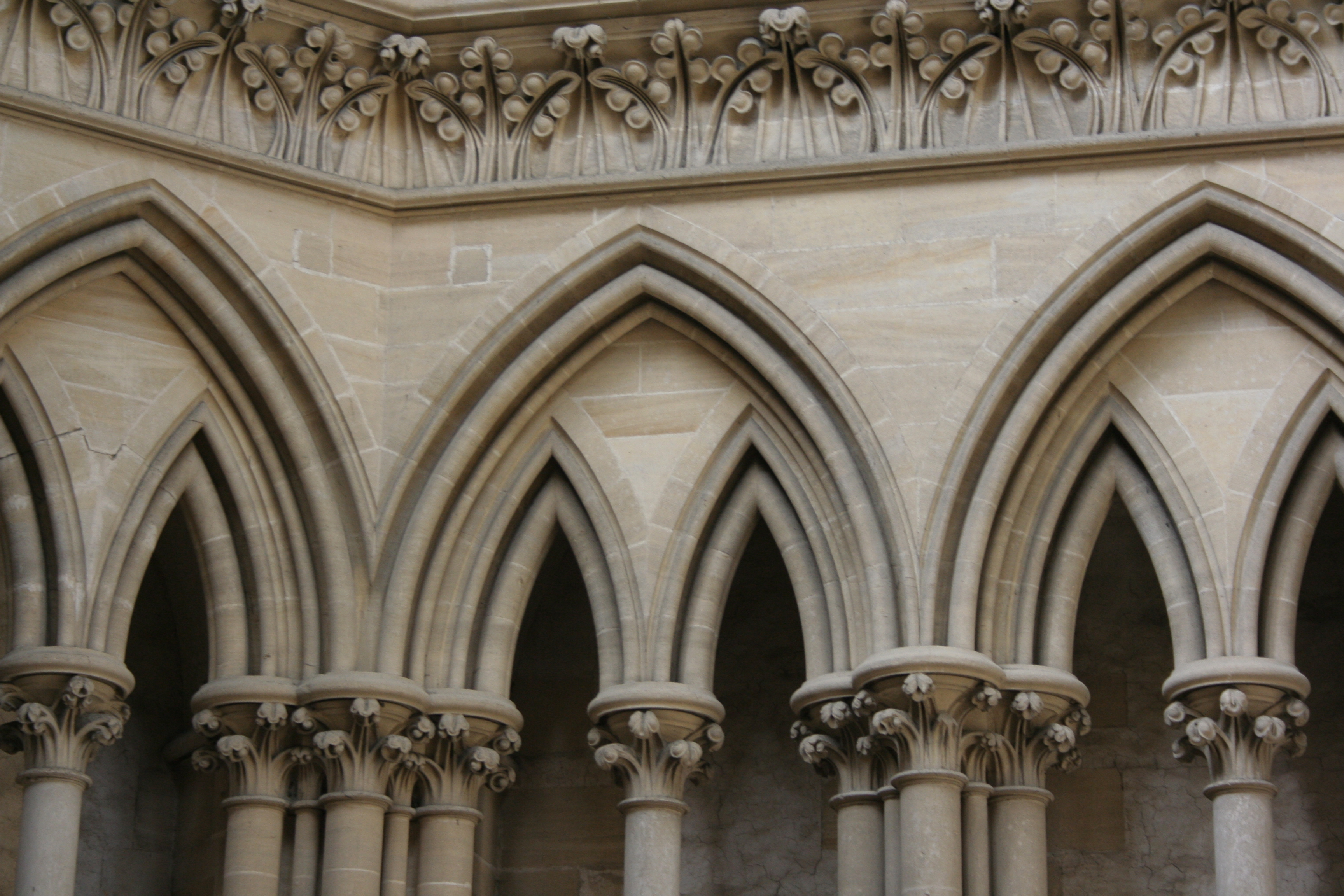
Détail des arcs de la tour-lanterne.

La croisée de transept repose sur quatre piles, recouvertes de colonnes et colonnettes, dont la circonférence mesure environ quinze mètres, vont d'un jet jusqu'aux chapiteaux des arcades gothiques. Carrée (symbole de la Terre), elle devient octogonale (symbole de la résurrection) au premier niveau, grâce à des pendentifs triangulaires. Le polygone comporte deux étages marqués par une galerie et un balustre. Le triforium possède des baies jumelles à deux lancettes ajourées alors que le second niveau est éclairé de seize lancettes. La voûte est divisée en seize nervures qui rejoignent le cercle, ouverture où passaient les cloches. Un troisième niveau clos existe dessus qui abritait autrefois la sonnerie.

##### Croisillon sud
Le croisillon sud ou chapelle du Puits comprend deux travées et se trouve prolongé par la chapelle Saint-Jean. Il possède une statue de la Vierge à l'enfant, un puits, le caveau des reliques. Cette chapelle serait au dire du bienheureux Père Eudes la première consacrée à l'Immaculée Conception.
Le puits existait déjà au XIe siècle. La margelle a été restituée en 1915, date de réalisation de la ferronnerie qui la surmonte. Une armoire de chêne abrite derrière une claire-voix à meneaux les reliques de nombreux saints. Il s'agirait d'une copie de celle de Noyon.
La statue de bois de la Vierge qui ornait l'autel et avait été donné à l'abbaye de Montebourg, a pris place dans la sacristie. Elle est semblable à celle de Notre-Dame de la Roquette. Une Vierge à l'enfant en marbre du XIVe siècle, qui avait été installée après la Révolution à l'église Saint-Nicolas, est revenue à la cathédrale en 1946.
La grande verrière, qui représente le Jugement dernier, date du XIVe siècle. Don de Geoffroy-Herbert, il a été restauré en 1916 par le maître-verrier Tournel de Paris et conserve des ferrures du XIIIe siècle. Le Christ trône à son sommet est entouré d'anges. Dans la lancette centrale au-dessous sont assis les douze Apôtres avec en bas Saint Michel qui tient une balance et pèse l'âme de deux personnages. La lancette de gauche, la Vierge occupe le sommet tandis que la lancette de droite accueille saint Jean-Baptiste et saint Paul. Deux groupes de saints s'étagent ensuite. La partie basse de la lancette droite représente l'enfer où les damnés sont torturés par les démons, tandis que celle de gauche représente le purgatoire et la résurrection. La caricature de certains visages, la représentation de pendus et d'un chaudron pour figurer l'enfer est probablement inspirée du Pèlerinage de la vie humaine de Guillaume de Digulleville. Elle a été déposée en 1942 et a ainsi pu échapper aux bombes.
La chapelle du Puits donne accès à l'oratoire, réservé à la messe quotidienne et à la prière privée.

##### Chapelle Saint-Jean (oratoire)

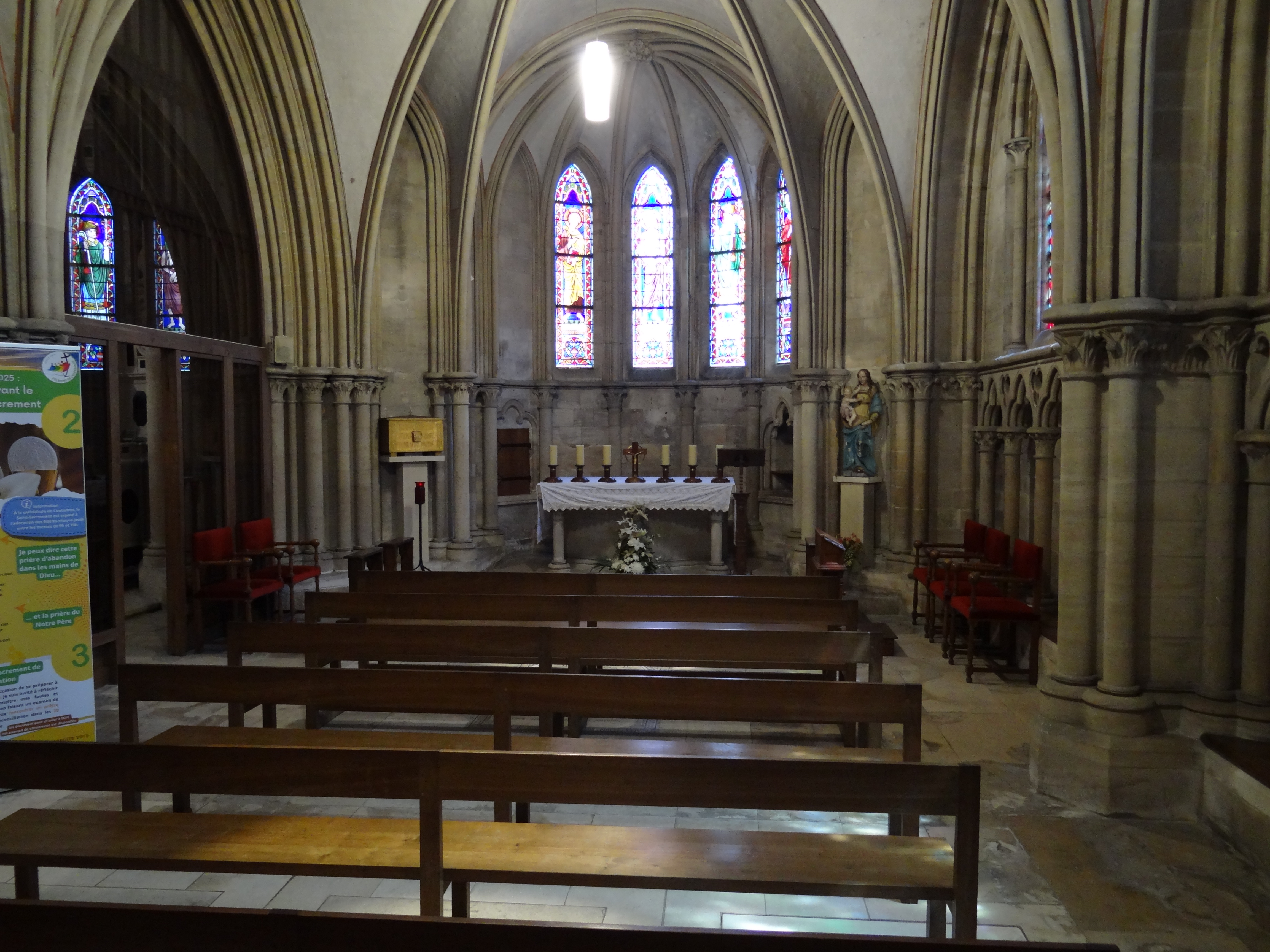
La chapelle Saint-Jean.

Restaurée par l'évêque Guérard, il possède un autel, copie de celui de Pontorson, consacré au Sacré-Cœur. Elle accueille les tombes des évêques Guérard († 1924), Louvard († 1950), Wicquart († 1997) et Fihey († 2017).

##### Croisillon nord
Le transept nord possède une grande verrière du XIIIe siècle, composée de trois lancettes raccourcies par la construction de la salle capitulaire, qui retrace des scènes de la vie des saints Thomas Becket, Georges et Blaise. Ces vitraux ont été restaurés en 1919.
L'évêque Bravard ramène une colonne de marbre de Rome sur laquelle repose la statue de saint Michel, installée après 1870. Cette statue en bois plaquée d'argent a été offerte par l'évêque Bravard pour remercier l'archange d'avoir protégé le diocèse pendant la guerre franco-prussienne.

#### Chœur
Le chœur, un peu plus large que la nef, possède trois travées et un hémicycle à sept entre-colonnes, composées de douze colonnes juxtaposées formant une double ceinture et garnies à leur sommet de chapiteaux pédonculés. L'architecte qui est à l'origine du rond-point du chœur s'est inspiré, en les dédoublant, des hautes colonnes de l'abbatiale de Hambye.
Le maître-autel de la cathédrale, de style Louis XV, en marbre rose, orné de guirlandes dorées soutenues par des angelots, a été construit en 1755-1757 par les sculpteurs marseillais Antoine Duparc et son fils Raphaël. Il aurait été rapporté d'Espagne durant le Premier Empire. C'est l'un des plus grands de France. Derrière l'autel se trouve six paires de piliers qui supportent la voûte.
Les vitraux du XIIIe siècle représentent des scènes de la vie de Jésus.

#### Chevet

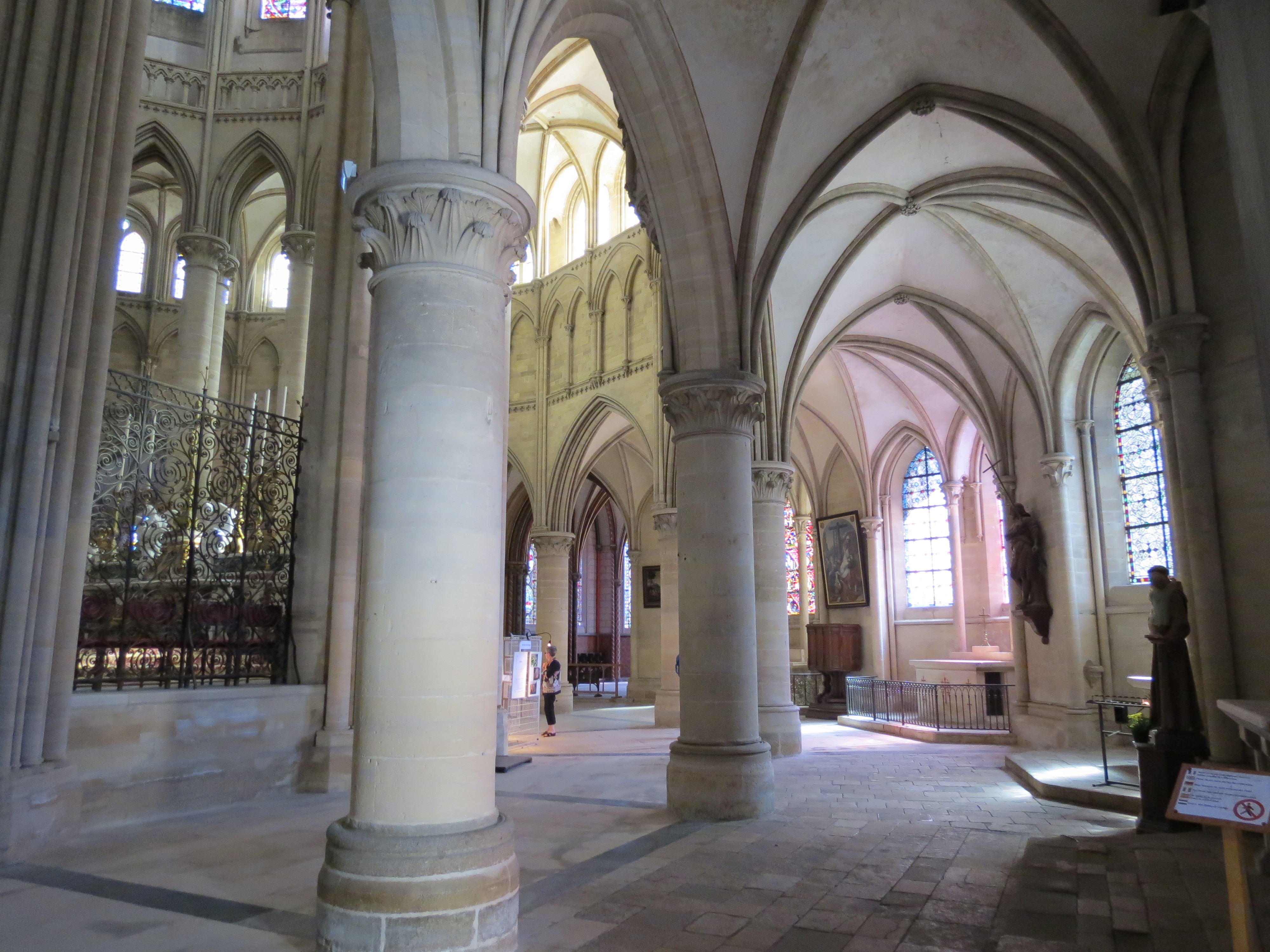
Le double déambulatoire avec ses chapelles.

Un déambulatoire cerne le chœur. Il s'ouvre sur une série de chapelles. Il est composé de deux galeries de hauteur inégale séparées de douze colonnes.

##### Déambulatoire sud
La chapelle Saint-Joseph ou chapelle de Chiffrevast a été fondée en 1381 par Jean de Chiffrevast, gouverneur de Valognes. Elle possède au sud un mur peint. Son décor a été redécouvert au milieu du XIXe siècle sous un badigeon de chaux. Il représente la Trinité avec Dieu le Père supportant le Christ en croix surplombé de la colombe du Saint-Esprit à la pointe de l'ogive. La lancette se subdivise avec à leur pointe une Annonciation et saint Michel terrassant le dragon. Au-dessous, saint Jean-Baptiste et sainte Catherine présentent Jean de Chiffrevast à la Vierge Marie tandis que sainte Marguerite et sainte Madeleine présentent sa femme à Jésus.
La chapelle suivante est dédiée à sainte Marthe. L'autel très ancien est une table de pierre portée par trois pilastres, existait déjà en 1251.
L'autel Saint-Michel est une imitation des vieux autels de la cathédrale. L'autel Saint-Michel est surmonté d'un vitrail du XIIIe siècle de saint Lô, un des plus vieux vitraux de la cathédrale représentant des scènes de la vie du saint, placé à l'origine au fond de la Circata d'origine.

##### La Circata

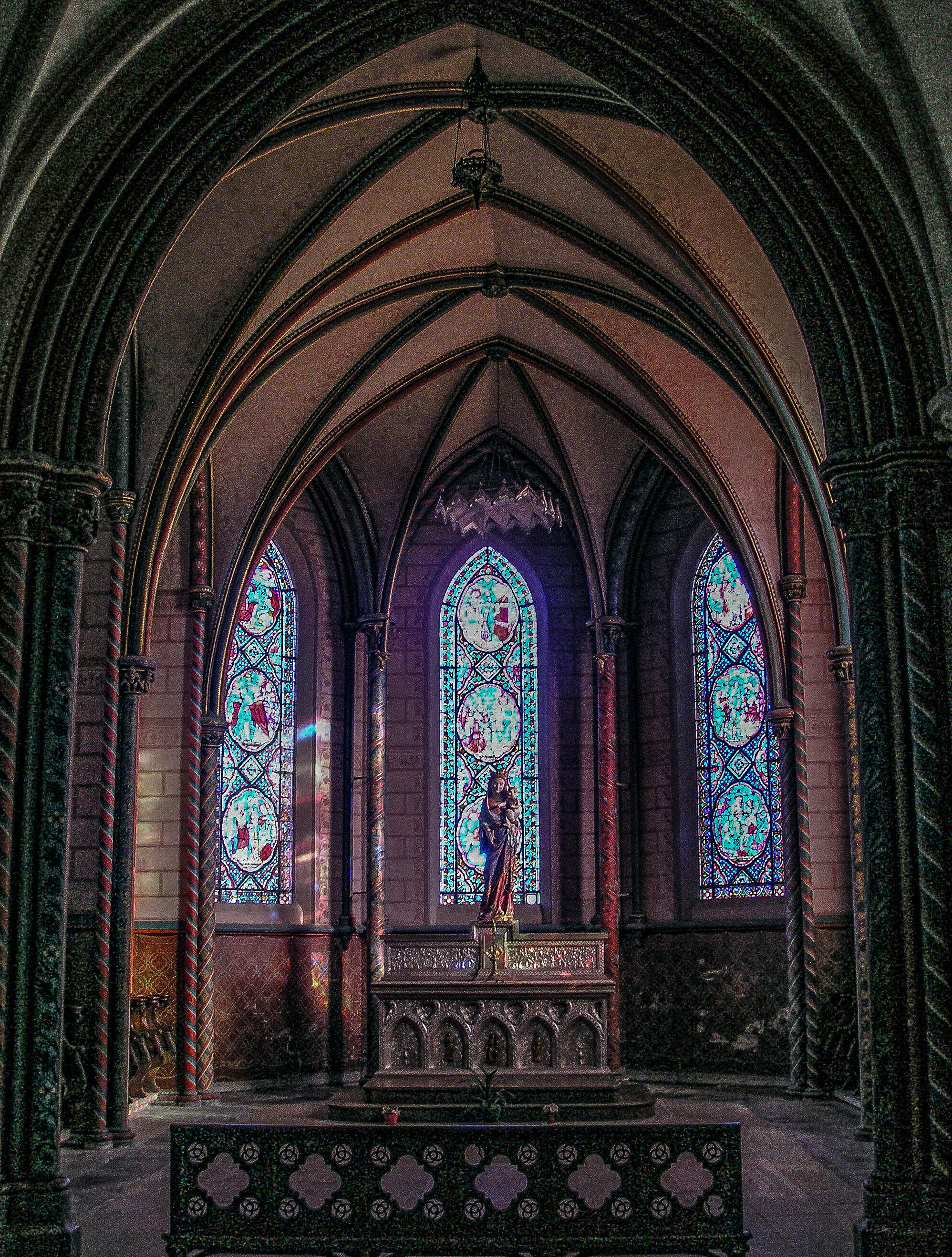
La chapelle axiale dite la Circata.

Cette chapelle axiale a été considérablement agrandie au XIVe siècle par Sylvestre de La Cervelle. Elle a été polychromée au XIXe siècle. Ses vitraux retracent la vie de Notre-Dame. Une statue en marbre repose sur l'autel d'argent. Cette Vierge dite Notre-Dame de Coutances a été vendue à la Révolution pour six francs douze sols pour l'église Saint-Nicolas. Sauvée par les Séminaristes en 1944, elle a retrouvé sa place dans la cathédrale. 
Elle est le lieu où se trouvent les tombes des évêques Sylvestre de La Cervelle († 1386), Louis Robiou de La Tréhonnais († 1870), Jacques-Louis Daniel († 1862), Jean-Pierre Bravard († 1876) et Abel-Anastase Germain († 1897)

##### Déambulatoire nord
L'autel de l'autre côté de la Circata est surmonté du vitrail racontant la vie de saint Marcoul. Il le représente sur un bateau en partance pour Jersey sans voile ni mât. La scène suivante le montre en compagnie de saint Hélier sur l'île.
Les autels sont en général marqués de cinq croix, rappel des cinq plaies du Christ. Les autels de sainte-Catherine et saint-Étienne date d'Hugues de Morville. Ce sont de vastes coffres en pierre rectangulaires, qui étaient fermés par des portes bardées de fer.
L'autel saint-Mathurin est une table qui repose sur deux modillons à tête humaine encastré dans le mur et trois piliers à moulure sur le devant. Il abrite le tombeau présumé d'Algare († 1151). Le couvercle du sarcophage représente l'évêque revêtu de ses ornements. C'est le seul tombeau de la cathédrale.

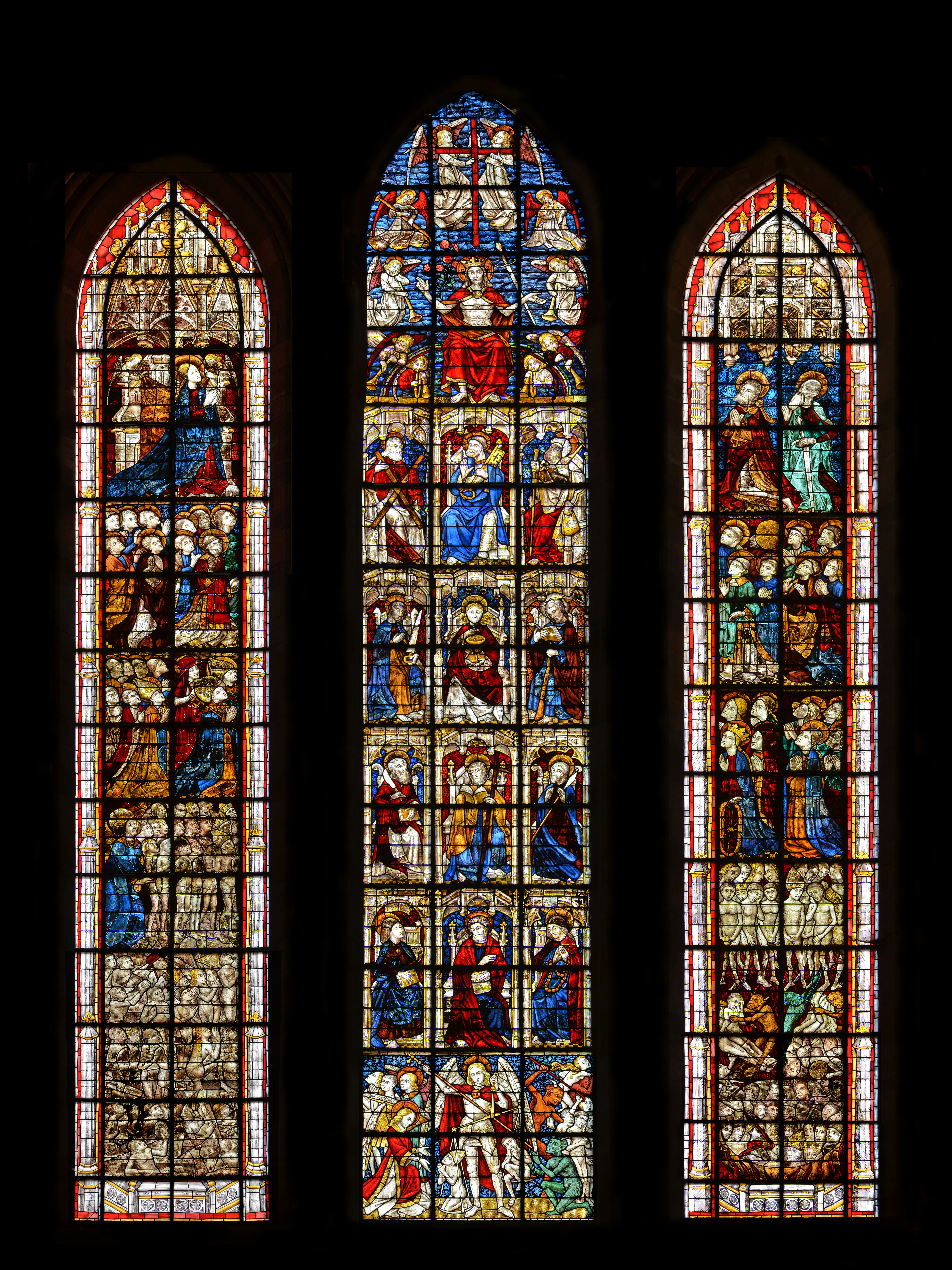
Les grandes verrières du Jugement dernier situées dans le transept sud.

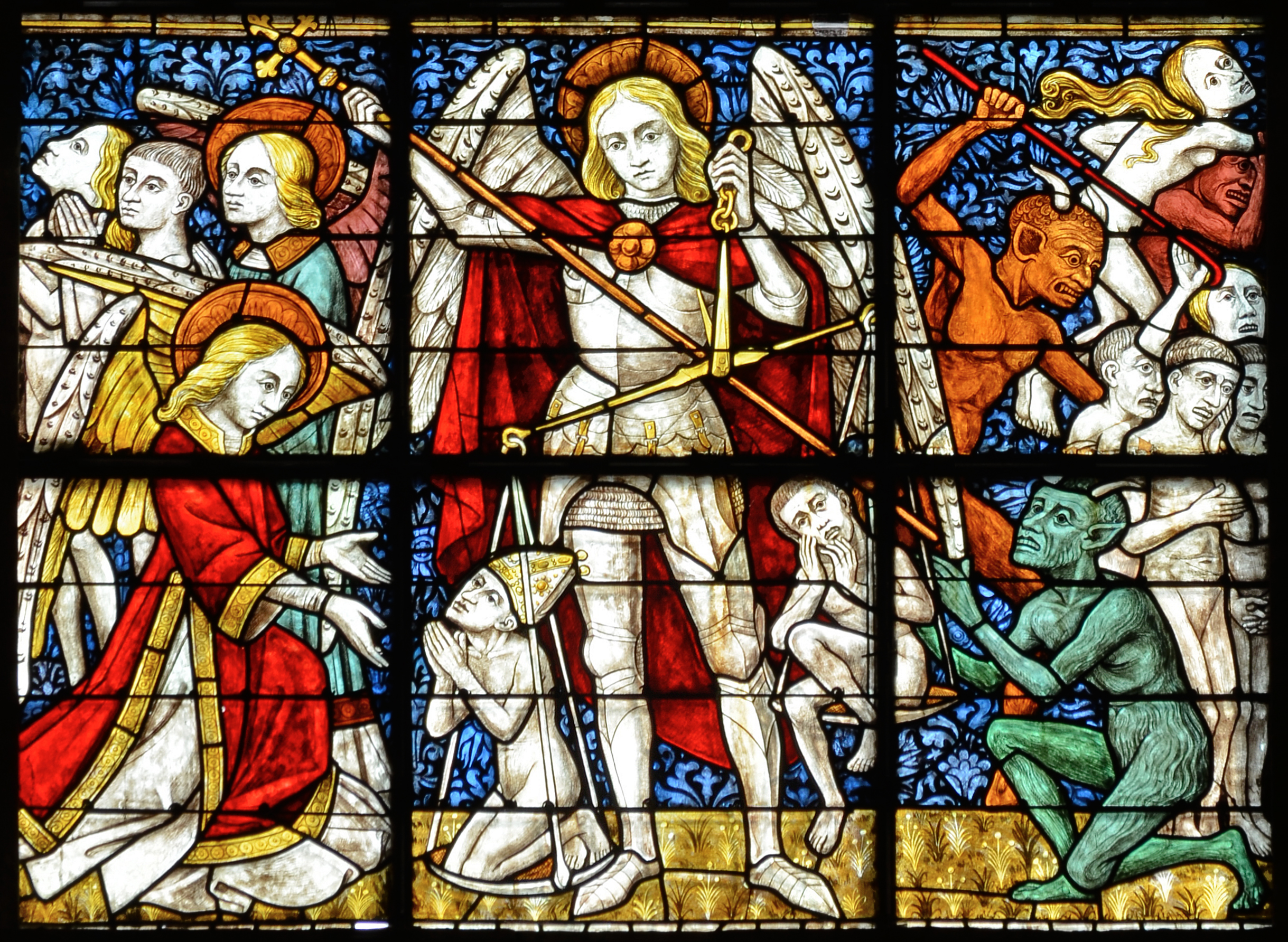
Détail d'un vitrail : L'archange saint Michel pèse les âmes lors du Jugement dernier.

#### Sacristie et salle capitulaire
La sacristie est une salle voûtée, autrefois séparée en deux dont la voûte repose sur un pilier central. Certaines parties des murs et des voûtes convent des peintures.
L'ancienne salle capitulaire située au-dessus, éclairée de fenêtres étroites, est voûtée. Son pavage garde des briques émaillées. Un escalier en part, permettant d'accéder à l'ancien chartrier.

#### Vitraux
La cathédrale possède des vitraux dont les quinze plus anciens datent du XIIIe siècle : la Vierge, le Jugement dernier, saint Lô… Ce sont les verrières du déambulatoire, les fenêtres hautes du chœur et de l'abside, ainsi que les vitraux du bras nord du transept.
La verrière du transept sud date du XVIe siècle.

## Terriers, propriétés, revenus, dépendances
En 1235, l'évêque de Coutances, Hugues de Morville, attribue, aux chanoines, l'ensemble des revenus ecclésiastiques sur les terres dites de « nulle paroisse ».

## Protection
La cathédrale est classée au titre des monuments historiques par liste de 1862.

## Mobilier
Parmi le mobilier on dénombre divers reliquaires d'époques diverses.

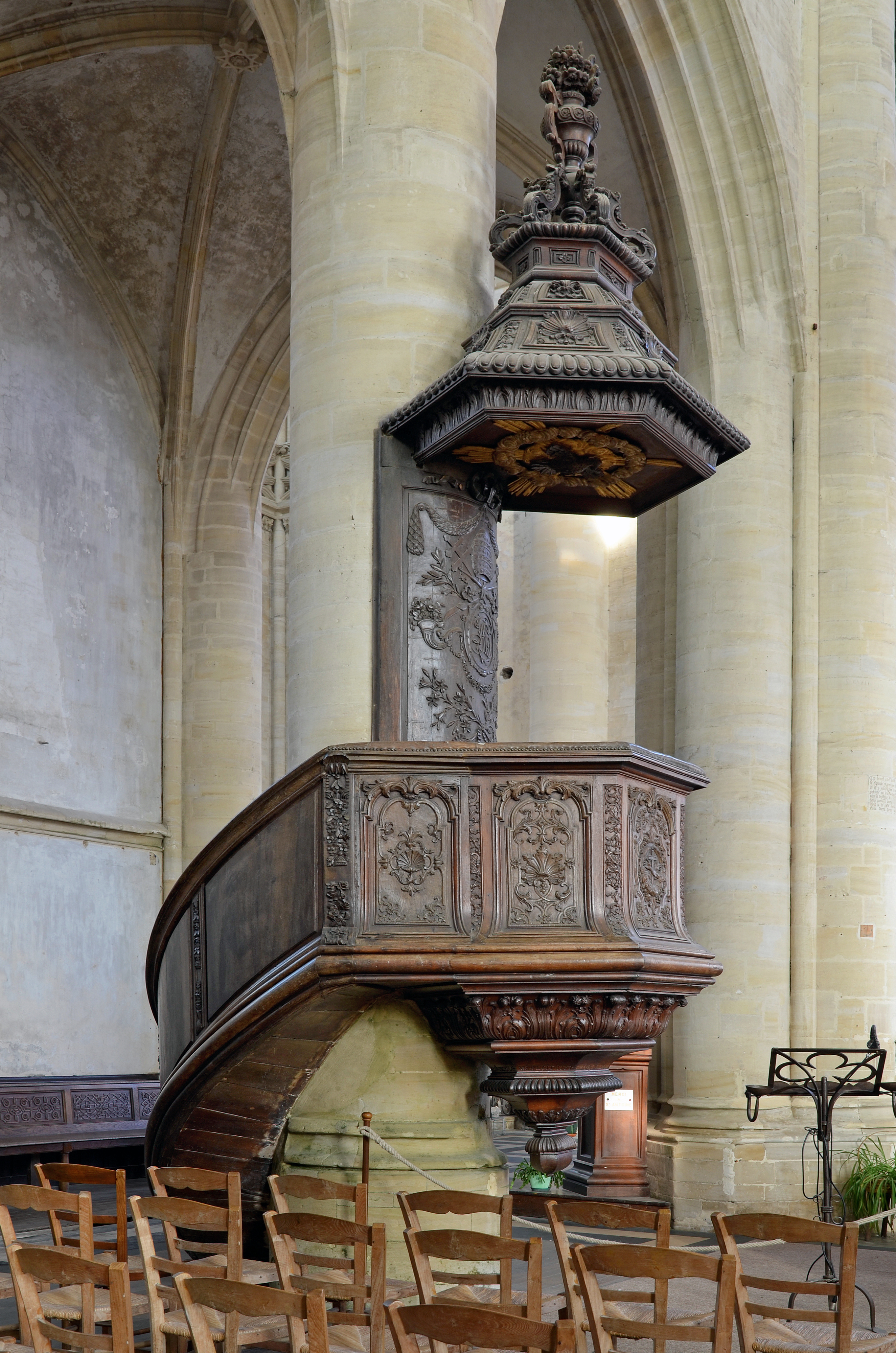
La chaire à prêcher.

### L'orgue
Un orgue existe dans la cathédrale depuis 1468. Celui en place a été construit en 1728 et comprend quatre claviers, cinquante-et un jeux et un pédalier. L'orgue provient de l'abbaye de Savigny, construit par les facteurs parisiens Deslandes et Roher en 1720. Il a été installé dans la cathédrale en 1812 pour remplacer celui existant en mauvais état, sur le buffet d'orgue, situé au-dessus du portail central, œuvre en chêne des sculpteurs caennais Louis Le Guillard et Jacques Picard.
L'orgue possède environ 3 500 tuyaux. Le Grand-Orgue, le positif et le récit ont cinquante-six notes alors que l'écho en a trente-neuf. Le pédalier en possède trente.
| I. Positif de dos | II. Grand-Orgue | III. Récit | IV. Écho                                     | V. Pédale |
| --- | --- | --- | -------------------------------------------- | --- |
| Montre 8' Bourdon 8' Dessus de flûte 8' Prestant 4' Nasard 2'2/3 Doublette 2' Tierce 1' 3/5 Larigot 1' 1/3 Fourniture IIIrgs Cymbale IIIrgs Cromorne 8' | Bourdon 16' Montre 16' Bourdon 8' Viole de gambe 8' Prestant 4' Flûte 4' Nasard 2' 2/3 Doublette 2' Tierce 1' 3/5 Dessus de Cornet Vrgs Grosse Fourniture IVrgs Cymbale IIIrgs 1re Trompette 8' 2e Trompette 8' Voix humaine 8' Clairon 4' Tremblant | Quintaton 16' Salicional 8' Voix céleste 8' Cor de nuit 8' Prestant 4' Doublette 2' Fourniture IVrgs Basson 16' Basson-Hautbois 8' Trompette 8' Clairon 4' | Bourdon 8' Flûte 4' Cornet IIIrgs Musette 8' | Montre 16' Soubasse 16' Quinte 10 2/3' Flûte 8' Flûte 4' Contre-basson 32' Bombarde 16' Trompette 8' Clairon 4' |

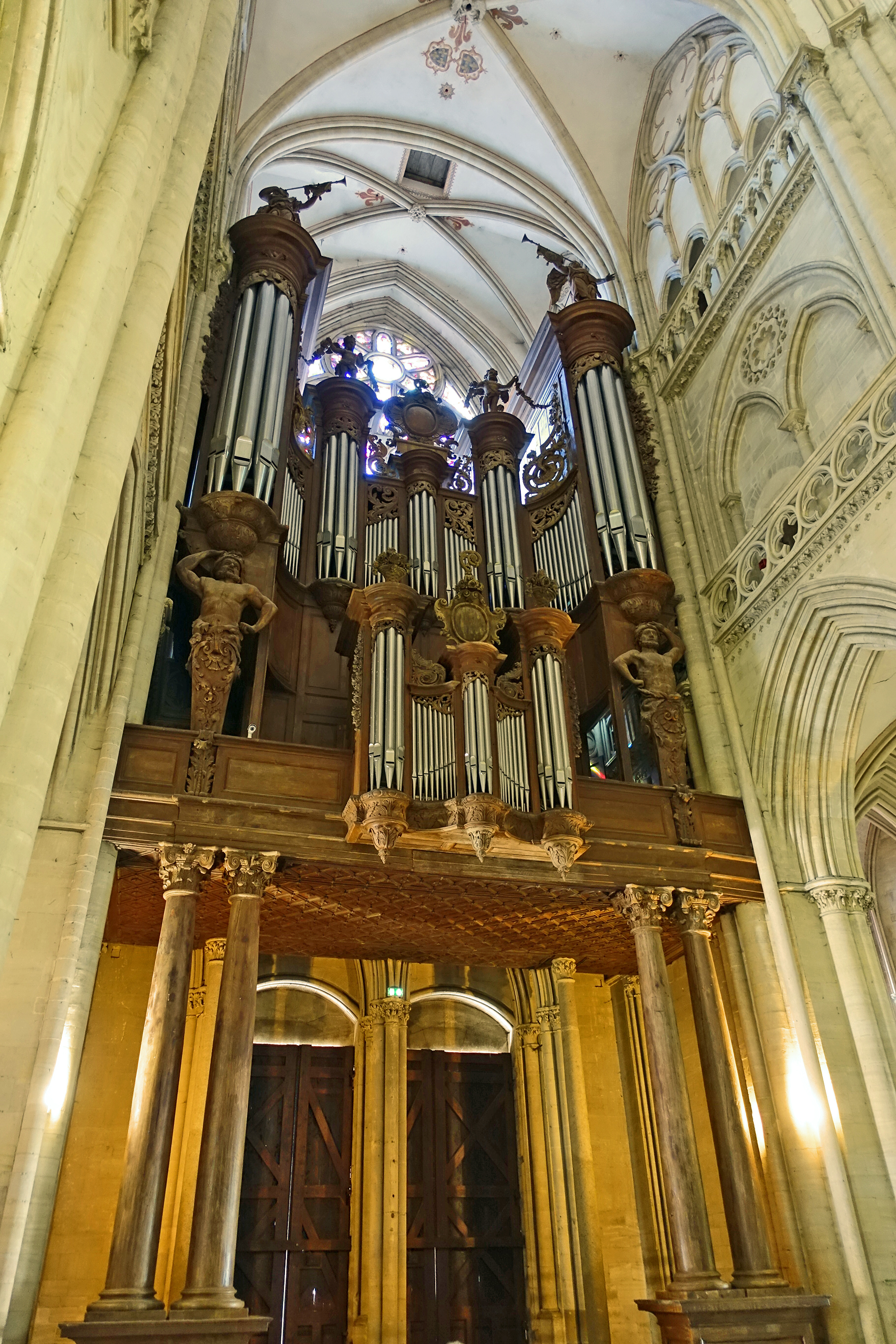
L'Orgue de la cathédrale Notre-Dame de Coutances.

Transmission mécanique des claviers et des jeux
Accouplements : I/II - III/II
Tirasses : I/P - II/P - III/P

### Les cloches
Les deux tours contenaient cinq cloches tandis que le dôme en contenait sept. Dès 1711, il en reste huit pour ne plus en avoir que deux après la Révolution. L'une d'elles a été fondue en partie grâce au tombeau d'Hugues de Morville. Elle a été réparée en 1711 et 1734. Elle pèse près de 7 000 livres et donne le « la ». En 1924, la seconde a été brisée . Son bronze a permis la création de quatre nouvelles cloches installées dans la tour nord, grâce aux dons du diocèse pour les noces d'argent épiscopales de l'évêque, monseigneur Joseph Guérard, et bénies le 14 mars 1924. Elles ont été fondues par la fonderie Cornille-Havard, fondeur à Villedieu-les-Poêles.
| Nom                                                                  | Masse                     | Diamètre à la base | Note | Parrains et Marraines | Dédicace | Tour | Année | Fondeur                  | Illustration |
| -------------------------------------------------------------------- | ------------------------- | ------------------ | ---- | --------------------- | -------- | ---- | ----- | ------------------------ | ------------ |
| Hugues de Morville                                                   | 4 000 kg                  |                    | la 2 |                       |          |      | 1711  | Clément Le Picard        |              |
| Joseph-Charles-Louis                                                 | 1 320 kg                  |                    | ré 3 |                       |          | Nord | 1924  | Fonderie Cornille-Havard |              |
| Saints Michel, Jean, Aubert et Pair                                  | 920 kg                    |                    | mi 3 |                       |          | Nord | 1924  | Fonderie Cornille-Havard |              |
| Saints Lô, Pierre, Romphaire                                         | 640 kg                    |                    | fa 3 |                       |          | Nord | 1924  | Fonderie Cornille-Havard |              |
| Saint Vital, Bienheureux Auguste Chapdelaine, Marie-Madeleine Postel | 370 kg                    |                    | la 3 |                       |          | Nord | 1924  | Fonderie Cornille-Havard |              |
| Total                                                                | Masse : 7 250 kilogrammes |                    |      |                       |          |      |       |                          |              |